# ألاستير دونكان
ألاستير دونكان (بالإنجليزية: Alastair Duncan)‏ هو ممثل بريطاني، ولد في 7 فبراير 1958 في إدنبرة في المملكة المتحدة.

## وصلات خارجية
- ألاستير دونكان على موقع IMDb (الإنجليزية)
- ألاستير دونكان على موقع ألو سيني (الفرنسية)
- ألاستير دونكان على موقع قاعدة بيانات الفيلم (الإنجليزية)